# Nortumbria
Nortumbria (staroang. Norþanhymbra, łac. Regnum Northanhymbrorum) – średniowieczne królestwo anglosaskie, położone na terenie obecnej północnej Anglii i południowo-wschodniej Szkocji. Powstało po zjednoczeniu dwóch królestw: Bernicji i Deiry, do których następnie dołączono drobniejsze państwa celtyckie.
W połowie VI wieku Nortumbria została schrystianizowana, w VII wieku stanowiła główne królestwo heptarchii anglosaskiej. Od VIII wieku nękana była stałymi najazdami wikingów, którzy w końcu zdołali ją podbić. W 867 roku została podzielona: dawna Deira weszła w skład obszaru pod jurysdykcją duńską, zwanego Danelagh, natomiast reszta kraju zachowała względną autonomię najpierw jako królestwo, a później jako hrabstwo Northumberland. W X wieku włączono ją w skład Anglii.

## Nazwa
Nazwa Nortumbria (alternatywnie:Northumbria) związana jest z nazwą rzeki Humber (Northumberland – kraj na północ od Humber). Istnieje przypuszczenie, że jej autorem był Beda Czcigodny, który spopularyzował ją w swej Historia ecclesiastica gentis Anglorum.

## Historia

### VII wiek
Królestwo Nortumbrii powstało na skutek zjednoczenia dwóch królestw anglosaskich: Bernicji i Deiry, oraz wchłonięcia kilku drobnych królestw brytyjskich.
Pierwszym władcą, który zasiadł na tronach obu królestw był Etelfryd z Bernicji, który w 604 roku najechał na Deirę, zabił jej króla Etelryka, wygnał prawowitego następcę tronu Edwina i poślubił jego siostrę, Achę. Etelfryd zginął w bitwie nad rzeką Idle, co umożliwiło Edwinowi objęcie władzy. W 627 roku król przyjął religię chrześcijańską. Pod jego rządami kraj rozkwitał: Edwin opanował królestwo Gwyneddu oraz wyspy Man i został uznany za bretwalda heptarchii anglosaskiej. Został pokonany przez połączonych sojuszem władców Cadwallona z Gwyneddu i Pendy z Mercji w bitwie pod Hatfield Chase w 633 roku. Po jego śmierci zakończyła się unia Bernicji i Deiry.
Jednakże już w 634 roku sukcesorem w obu królestwach został Oswald. Rok ten uważany jest przez część historyków za właściwy początek istnienia Nortumbrii. Oswald znacznie poszerzył swe królestwo, opanowując m.in. Gododdin, Rheged i Strathclyde. Ponownie sprowadził również chrześcijaństwo, sprowadzając świętego Aidana i fundując klasztor na wyspie Lindisfarne.
Następcą Oswalda był jego brat, Oswiu. Początkowo był zależny od Pendy z Mercji, ale po zwycięstwie pod Winwaed został władcą samodzielnym, z czasem uzyskując tytuł bretwalda. Mimo intensywnych starań Oswiu nie zdołał połączyć Deiry i Bernicji. Przyczyną była niechęć Deirczyków, którzy nie zapomnielu mu zamordowania ich władcy Oswine. Aby nie zaostrzać sytuacji, Oswiu osadził na tronie Deiry władców zależnych: najpierw swego bratanka Etelwalda, a następnie swego syna Alfrida. W 664 roku Oswiu zwołał synod w opactwie w Whitby, który ujednolicił liturgię, doprowadzając do likwidacji obrządku iroszkockiego.
Po śmierci Oswiu w 670 roku władzę przejęli jego synowie: Egfryt w Bernicji i Elfwine w Deirze, jako władca zależny. Kiedy Elfwine zginął w bitwie nad rzeką Trent, oba królestwa zostały ponownie zjednoczone i nigdy już nie miały osobnych władców. Egfryt zdołał ponownie podbić królestwo Rheged oraz Lothian. Zginął w bitwie z Piktami pod Dun Nechain. Jego następcą został Aldftith, którego panowanie uważane jest za początek złotego wieku w dziejach Nortumbrii. W 705 roku do władzy doszedł uzurpator Eadwulf, który jednak został przepędzony, a tron oddano małoletniemu wówczas synowi Aldfritha, Osredowi. Osred był ostatnim władcą z dynastii Etelfryda, po jego zamordowaniu, władzę przejął jego daleki krewny z innej linii potomków Idy.
Urodził się tutaj święty Wilibrord apostoł Fryzów.

### VIII wiek
Wzorce nortumbryjskiej władzy królewskiej w VIII wieku były odmienne od wcześniejszych: zamiast dominacji jednej dynastii, miała miejsce nieustanna rywalizacja różnych athelingów, którzy mieli problemy z zapewnieniem sukcesji swym potomkom.
Następcą Osreda był Cenred, który po zaledwie dwóch latach rządów został zastąpiony przez brata Osreda, Osrica, który na swego następcę wyznaczył brata Cenreda, Ceolwulfa. Ceolwulf w 731 roku został obalony i uwięziony w klasztorze Lindisfarne, a następnie przywrócony na tron. Abdykował w 737 roku na rzecz Eadberta. Panowanie Eadberta zapisało się w dziejach Nortumbrii jako okres rozkwitu gospodarczego. Zdołał on przeprowadzić reformę monetarną oraz (dzięki współpracy ze swym bratem, Egbertem) uporządkować nieco stosunki z kościołem. Niestety również za jego rządów doszło do konfliktu przygranicznego z Piktami: początkowo Eadbert podbił ich królestwo Strathclyde, jednak w 756 roku został pokonany w okolicach Govan. Dwa lata później Eadbert abdykował na rzecz swego syna, Oswulfa.
W 759 roku Oswulf został zamordowany, a jego następcę, Etelwalda Molla, podejrzewano o zaangażowanie w spisek. Sześć lat później został obalony i zmuszony do wstąpienia do zakonu przez sojusz szlachty i duchowieństwa, który przekazał władzę w ręce Alhreda, męża Osgifu, córki Oswulfa. W 774 roku Alhred został obalony, a władzę przejął Etelred, syn Etelwalda Molla. Etelred musiał walczyć o swoje prawo do tronu, zlecając zabójstwa konkurencyjnych athelingów: Eardwulfa (przeżył), Elfa i Elfwine. W 793 roku wikingowie dokonali najazdu na wybrzeże Nortumbrii, plądrując klasztor Lindisfarne.
Po zamordowaniu Etelreda w 796 roku, nastąpiło zamieszanie w kwestii sukcesji, które wykorzystał Osbald. Rządy Osbalda trwały zaledwie 27 dni, po których został opuszczony przez swych popleczników, zdetronizowany i zmuszony do ucieczki. Władzę objął Eardwulf.

### IX wiek
Na początku IX wieku na tronie Nortumbrii zasiadał Eardwulf, który jednak w 806 roku został obalony i wygnany. Schronił się na dworze Karola Wielkiego. Jego następcą został Elfwald II, którego również obalono zaledwie po dwóch latach rządów. Kolejnym królem został Eanred. W 829 roku na Nortumbrię najechał Egbert z Wessexu. W miejscowości Dore doszło do oddania przez Eanreda hołdu Egbertowi, co umożliwiło królowi Wessexu podporządkowanie sobie całej ówczesnej Brytanii i zostanie pierwszym władcą Anglii.
Po śmierci Eanreda w 840 roku, władzę przejął jego syn, Etelred II. Został on na krótko usunięty z tronu przez Redwulfa, który jednak zginął w bitwie z wikingami, co umożliwiło Etelredowi powrót.
W 848 roku Etelred został w niejasnych okolicznościach zamordowany. Jego następcą został Osbert. Został w 862 roku obalony przez Ellę. Nortumbria znalazła się wówczas na skraju wojny domowej, gdyż obaj władcy szykowali się do konfrontacji. Jednak w tym samym czasie na kraj po raz kolejny najechali wikingowie. W dniu Wszystkich Świętych 866 roku zaatakowali York. Aby stawić opór agresorom, obaj pretendenci do tronu Nortumbrii zdecydowali się zjednoczyć swe siły. Obaj zginęli w bitwie, 21 marca 867 roku, kiedy to wikingom udało się dokonać wyłomu w fortyfikacjach oblężonego Yorku, co umożliwiło im opanowanie miasta.
Po tej bitwie Nortumbria utraciła swą suwerenność i została podzielona: dawna Deira przeszła w ręce zwycięskich Normanów, zaś w Bernicji pozostawili oni marionetkowych lokalnych władców, którzy do 895 roku posiadali tytuł króla Nortumbrii, a później króla Yorku i ealdormana Yorku (od 927).